# Inês Peixoto
Maria Inês de Castro Peixoto, mais conhecida como Inês Peixoto (Belo Horizonte, 26 de agosto de 1960) é uma atriz brasileira.

## Biografia
Em 1981 cursou artes cênicas no Centro de Formação Artística da Fundação Clóvis Salgado - CEFAR-, teve uma breve passagem pelo Teatro Universitário da UFMG. Bacharel em Cinema e Audiovisual pela UNA.  Em 1982, iniciou sua carreira profissional trabalhando em produções independentes.
Fez parte da Banda Veludo Cotelê, fundada em 1987.
Ingressou no Grupo Galpão em 1992, após participar de um ciclo de oficinas com o grupo, que culminaria na montagem de Romeu e Julieta com direção de Gabriel Villela.
Em seus trabalhos da TV, destacou-se nas séries Hoje É Dia de Maria e A Cura, exibidas pela Rede Globo.

## Filmografia

### Televisão
| Ano  | Título                               | Personagem                      | Nota                                      |
| ---- | ------------------------------------ | ------------------------------- | ----------------------------------------- |
| 2001 | A Paixão Segundo Ouro Prêto          | Maria Madalena                  |                                           |
| 2005 | Hoje É Dia de Maria                  | Rosa                            |                                           |
| 2005 | Hoje É Dia de Maria: Segunda Jornada | Dona Boneca                     |                                           |
| 2007 | Toma Lá, Dá Cá                       | Lurde                           | Ep: "Sem Terra, Sem Grana e Sem Vergonha" |
| 2010 | A Cura                               | Edelweiss                       |                                           |
| 2014 | A Teia                               | Wanda                           |                                           |
| 2014 | Meu Pedacinho de Chão                | Tereza Falcão (Dona Tê)         |                                           |
| 2015 | Além do Tempo                        | Salomé Pasqualino               |                                           |
| 2018 | Sob Pressão                          | Cilene dos Santos               | Episódio: 2 - T2"                         |
| 2018 | O Sétimo Guardião                    | Maria do Socorro Leme (Socorro) |                                           |
| 2023 | Betinho - No Fio da Navalha          | Wanda Figueiredo Souza          |                                           |

### Cinema
| Ano  | Título                                 | Personagem                      | Nota           |
| ---- | -------------------------------------- | ------------------------------- | -------------- |
| 2025 | Recessão Econômica                     | Joana                           | Curta-metragem |
| 2023 | As Órfãs da Rainha                     | Isabel                          |                |
| 2021 | Noites de Alface                       | Teresa                          |                |
| 2020 | O Lodo                                 | —                               |                |
| 2020 | Éramos em Bando                        | Ela mesma                       |                |
| 2017 | As Duas Irenes                         | Neuza                           |                |
| 2017 | Remoinho                               | Suzi                            |                |
| 2017 | Vaca Parida                            | Narradora                       | Curta-metragem |
| 2015 | Quase Memória                          | Mãe de Maria                    |                |
| 2015 | Todas as Tardes                        | Filha                           | Curta-metragem |
| 2012 | Entre Vales                            | —                               | Curta-metragem |
| 2012 | Meu Pé de Laranja Lima                 | Dona Cecília Pahim (professora) |                |
| 2011 | Till - A Saga de um Herói Torto        | —                               |                |
| 2010 | Revertere Ad Locum Tuum                | —                               | Curta-metragem |
| 2010 | Um Sentido Bélico para as Coisas Belas | —                               | Curta-metragem |
| 2009 | Moscou                                 | Ela mesma                       | Documentário   |
| 2008 | O Crime da Atriz                       | Atriz da peça                   | Curta-metragem |
| 2008 | Os Filmes que Não Fiz                  | Farsante                        | Curta-metragem |
| 2007 | Tricoteios                             | Nica                            | Curta-metragem |
| 2007 | 5 Frações de uma Quase História        | Esposa/Passageira/Funcionária   |                |
| 2006 | Outono                                 | Dona de casa                    | Curta-metragem |
| 2005 | Vinho de Rosas                         | Marília de Dirceu               |                |

## Teatro

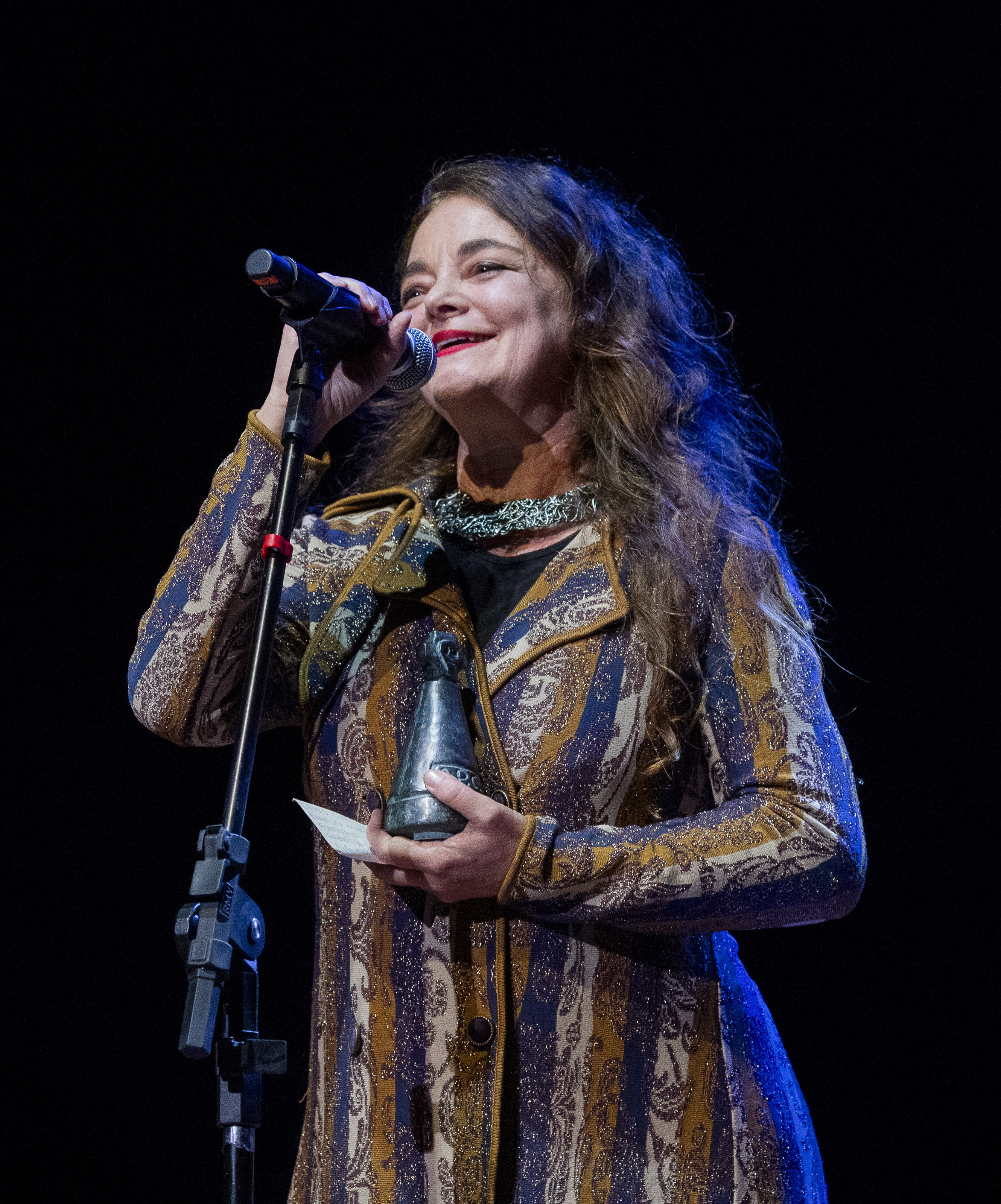
Peixoto recebendo o Prêmio APCA de Melhor atriz de teatro pela sua atuação em Órfãs de dinheiro (2023)

- 2025 - (Um) Ensaio sobre a cegueira
- 2022 - Cabaré Coragem
- 2019 - "Órfãs de dinheiro"
- 2017 - "Outros"
- 2013 - "Os Gigantes da Montanha"
- 2011 - "Eclipse"
- 2009 - " Till, a saga de um herói-torto "
- 2007 - " Pequenos Milagres"
- 2005- " Um Homem é um Homem"
- 2002- O Inspetor Geral
- 2000 - Um Trem Chamado Desejo
- 1998 - " Partido"
- 1997- " Um Molière Imaginário"
- 1995 - A Rua da Amargura
- 1992 - Romeu e Julieta
- 1990 - Casablanca
- 1987 - "Veludo Cotelê"
- 1987 -  No Cais do Corpo
- 1985 - Foi Bom Meu Bem
- 1983 - "Quando Fui Morto em Cuba"
- 1983 - "Cigarras e Formigas"
- 1982 - "Brasil, Mame-o ou Deixe-o"
- 1982 - "A viagem do Barquinho"

## Prêmios e indicações
| Ano  | Premiação                                        | Categoria                                     | Indicação                        | Resultado |
| ---- | ------------------------------------------------ | --------------------------------------------- | -------------------------------- | --------- |
| 2004 | Prêmio Sesc/Sated                                | Melhor Atriz Coadjuvante de Espetáculo Adulto | O Inspetor Geral                 | Venceu    |
| 2005 | Prêmio Usiminas/Sinparc                          | Atriz Coadjuvante                             | Um Homem é um Homem              | Venceu    |
| 2007 | Prêmio Qualidade Brasil - SP                     | Melhor Atriz Teatral Drama                    | Pequenos Milagres                | Venceu    |
| 2008 | Prêmio Sesc/Sated                                | Melhor Atriz de Teatro Adulto                 | Pequenos Milagres                | Venceu    |
| 2010 | Prêmio Sinparc Usiminas                          | Melhor Atriz de Teatro Adulto                 | Till, A Saga de um Herói Torto   | Venceu    |
| 2011 | Prêmio Cenym de Teatro                           | Melhor Grupo de Teatro                        | Conjunto da Obra do Grupo Galpão | Indicada  |
| 2013 | Revista 'Elas por Elas' - Sinpro Minas           | Comenda Clara Zetkin                          | Homenagem                        | Venceu    |
| 2014 | Prêmio Quem de Televisão                         | Melhor Atriz Coadjuvante                      | Meu Pedacinho de Chão            | Indicada  |
| 2016 | Prêmio Shell de Teatro - RJ                      | Homenagem                                     | 35 anos do Grupo Galpão          | Venceu    |
| 2016 | FestCine Maracanaú                               | Melhor Atriz de Curta-metragem                | Todas as Tardes                  | Venceu    |
| 2017 | Curta Canedo - Festival de Cinema Senador Canedo | Melhor Atriz                                  | Todas as Tardes                  | Venceu    |
| 2017 | Pop Corn - Festival de Curtas                    | Melhor Atriz                                  | Todas as Tardes                  | Venceu    |
| 2019 | Prêmio Aplauso Brasil de Teatro                  | Melhor Elenco                                 | Outros                           | Indicada  |
| 2019 | Prêmio Aplauso Brasil de Teatro                  | Melhor Espetáculo de Grupo                    | Outros                           | Indicada  |
| 2020 | Prêmio BDMG Cultural                             | Curta-metragem                                | Método                           | Venceu    |
| 2020 | Prêmio Cenym de Teatro                           | Melhor Atriz                                  | Órfãs de Dinheiro                | Indicada  |
| 2020 | Prêmio Cenym de Teatro                           | Melhor Texto Original                         | Órfãs de Dinheiro                | Indicada  |
| 2020 | Prêmio Cenym de Teatro                           | Melhor Monólogo                               | Órfãs de Dinheiro                | Indicada  |
| 2020 | Prêmio Copasa Sinparc de Artes Cênicas           | Melhor Texto Inédito                          | Órfãs de Dinheiro                | Venceu    |
| 2020 | Prêmio Copasa Sinparc de Artes Cênicas           | Melhor Figurino                               | Órfãs de Dinheiro                | Indicada  |
| 2020 | Prêmio Copasa Sinparc de Artes Cênicas           | Melhor Atriz                                  | Órfãs de Dinheiro                | Indicada  |
| 2023 | Prêmio APCA de Teatro                            | Melhor Atriz                                  | Órfãs de Dinheiro                | Venceu    |